# Ґродзисько (Ґостинський повіт)
Ґродзисько (пол. Grodzisko, нім. Klein Grätz) — село в Польщі, у гміні Понець Гостинського повіту Великопольського воєводства.
Населення — 187 осіб (2011).
У 1975-1998 роках село належало до Лешненського воєводства.

## Демографія
Демографічна структура станом на 31 березня 2011 року:
|          | Загалом | Допрацездатний вік | Працездатний вік | Постпрацездатний вік |
| -------- | ------- | ------------------ | ---------------- | -------------------- |
| Чоловіки | 95      | 27                 | 62               | 6                    |
| Жінки    | 92      | 26                 | 48               | 18                   |
| Разом    | 187     | 53                 | 110              | 24                   |